# Lou Albano
Louis Vincent Albano (ur. 29 lipca 1933 w Rzymie, zm. 14 października 2009 w Westchester County) – włoski wrestler, menedżer i aktor lepiej znany pod swoim pseudonimem ringowym jako Captain Lou Albano.
Debiutował jako wrestler w 1953. W 1959 z Tonym Altomare’em utworzył tag team Sicilians. W 1967 razem zdobyli mistrzostwo WWWF United States Tag Team Championship. Od 1969 był menedżerem heelów. W 1984 wystąpił w teledysku Cyndi Lauper Girls Just Want to Have Fun. Przyczynił się do zaangażowania Lauper i stacji telewizyjnej MTV w promocję wrestlingu.

## Młodość
Urodził się 29 lipca 1933 w Rzymie we Włoszech. Jego ojciec był lekarzem, a matka pianistką koncertową. Wychowywał się w Mount Vermon w stanie Nowy Jork. Uczęszczał do liceum Archbishop Stepinac High School w White Plains i trenował tam zapasy oraz futbol amerykański. Po ukończeniu liceum skorzystał ze stypendium dla sportowców i studiował oraz grał w futbol na uniwersytecie University of Tennessee w Knoxville w stanie Tennessee. Jego współlokatorem na studiach był przyszły główny trener National Football League Sam Rutigliano. Albano zrezygnował ze studiów po roku i przyłączył się do sił zbrojnych United States Army. Potem pracował jako ochroniarz i poznał kilku wrestlerów, którzy przekonali go, by też został wrestlerem.

## Kariera wrestlerska

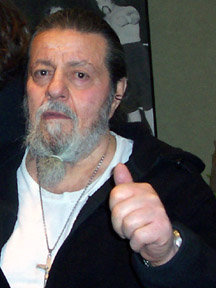
Lou Albano w 2009 roku

Rozpoczął karierę w 1953. W 1959 utworzył tag team z Tonym Altomare’em znany jako Sicilians (z ang. Sycylijczycy). Odgrywali oni role stereotypowych amerykańskich gangsterów włoskiego pochodzenia. W 1967 zdobyli mistrzostwo WWWF United States Tag Team Championship.
W 1969 został menedżerem, ponieważ mistrz WWWF Bruno Sammartino zasugerował mu, aby wykorzystał swój talent werbalny. Jako menedżer, Albano nosił egzotyczne koszulki i miał w twarzy wiele kolczyków, do których przyczepione były gumki recepturki. Przez kolejne 30 lat był menedżerem różnych heelów, takich jak Ivan Koloff, Don Muraco i Greg Valentine. Często był też menedżerem tag teamów. Okazjonalnie brał udział w walkach jako zawodnik.
W 1984 wystąpił w teledysku Cyndi Lauper Girls Just Want to Have Fun. Grał w nim ojca Lauper. W tym czasie zaprzyjaźnił się z piosenkarką i nakłonił ją do wsparcia przemysłu związanego z wrestlingiem. W programach WWF Albano i Lauper rywalizowali ze sobą o uznanie głównego przyczynienia się do sukcesu piosenki. Spór ten był również nagłaśniany w telewizji muzycznej MTV, a seksistowskie nastawienie Albano doprowadziło do tego, że znane działaczki feministyczne, takie jak Gloria Steinem i Geraldine Ferraro, publicznie wyrażały poparcie dla Lauper. 23 lipca miała miejsce gala wrestlingu The Brawl to End It All emitowana na żywo w MTV. W głównej walce wieczoru Wendy Richter, której menedżerem była Cyndi Lauper, pokonała w walce o mistrzostwo kobiet WWF wieloletnią mistrzynię The Fabulous Moolah, której menedżerem był Lou Albano. Spór Albano i Lauper zakończył się 28 grudnia 1984, kiedy Lauper razem z Davidem Wolffem miała wręczyć nagrodę dla Albano. Ceremonię w ringu przerwał Roddy Piper, który rozbił nagrodę o głowę Albano, kopnął Cyndi Lauper i uciekł dopiero, kiedy w ringu pojawił się Hulk Hogan.
Albano zakończył karierę związaną z wrestlingiem w 1995. W 1996 został przyłączony do galerii sławy WWE Hall of Fame. W 2009 został przyłączony do galerii sław Professional Wrestling Hall of Fame, na krótko przed swoją śmiercią 14 października, spowodowaną zawałem mięśnia sercowego.

## Filmografia
| Rok       | Nazwa                    | Rola                      |
| --------- | ------------------------ | ------------------------- |
| 2005      | 13th Grade               | Kapitan Lou Albano        |
| 2003      | The Undertaker's Dozen   | Lou Costanza              |
| 2000      | The Boys Behind the Desk |                           |
| 1989–1990 | Przygody braci Mario     | Mario                     |
| 1986      | Ważniaki                 | Frank 'The Fixer' Acavano |
| 1986      | Trzaskające się ciała    | Kapitan Lou Murano        |

## Mistrzostwa i osiągnięcia
- World Wide Wrestling Federation / World Wrestling Federation
  - WWWF United States Tag Team Championship (1 raz) – z Tonym Altimore
  - WWF Hall of Fame (1996)[3]
- Professional Wrestling Hall of Fame and Museum
  - Wprowadzony w 2009[1]
- Wrestling Observer Newsletter
  - Najlepszy menadżer
    - 1. miejsce (1974, 1981, 1986)
    - 2. miejsce (1976, 1979, 1985)
    - 3. miejsce (1977, 1980, 1983)

  - Najlepszy podczas wywiadów (1981)
  - Wrestling Observer Newsletter Hall of Fame (1996)[3]